# Rogner Bad Blumau
Rogner Bad Blumau — австрійський готель і оздоровчий центр, що розташований у містечку Бад-Блюмау (нім. Bad Blumau), за 45 км на схід від Граца. Готель був побудований за проектом Фрідренсрайха Хундертвассера. Термальний комплекс, символізуючи єднання людини і природи, вважається найбільшим проектом архітектора. Готель з округлими формами, золотими куполами і коридорами, що швидше нагадують лісові стежки, — гармонійне продовження навколишнього ландшафту: будови незвичайної форми вписані в пагорби і підйоми, створюючи хвилеподібні силуети. Тут годі й шукати прямих ліній, однакових вікон і рівних поверхонь, а покриті зеленою порослю дахи — своєрідна компенсація природі за використання простору.
Будівництво курортного комплексу Rogner Bad Blumau було завершено в 1997 році. Територію готелю умовно можна розділити на квартали: на величезній площі розкинулися несхожі один на одного будівлі, що здалеку нагадують житла гномів або казкових велетнів. Будинки немов виростають з-під землі, не порушуючи природної гармонії.

## Номери
У готелі Rogner Bad Blumau є стандартні двомісні та сімейні номери, люкси, апартаменти і студії. Вартість проживання починається від 94 євро на добу за людину у двомісному номері, студія обійдеться в 133 євро, а апартаменти можна зняти в середньому за 150 євро. Діти до 6 років розміщуються безкоштовно; до 12 років — за 50 % від вартості номера. Всього в готелі 247 двомісних номерів і 24 апартаменти.
У вартість проживання включено харчування по системі напівпансіон, а також користування відкритими і закритими басейнами з прісною і морською водою, сауною і спа-центром. Мінімальний термін перебування — 2 ночі у вихідні дні і 3 ночі у святкові дні. У день від'їзду також можна скористатися послугами спа-салону, але за додаткову плату — 18 євро з людини. У номерах готелю заборонено палити.